# Poziom kompensacyjny
Poziom kompensacyjny – granica pomiędzy strefą eufotyczną i afotyczną, do której jeszcze dociera światło, a intensywność fotosyntezy i  oddychania organizmów żywych równoważą się.

## Literatura
Mała encyklopedia biologiczna